# Бюньямін Емік
Бюньямін Емік (тур. Bünyamin Emik; нар. 30 травня 1978) — турецький борець греко-римського стилю, бронзовий призер чемпіонату світу, дворазовий срібний та бронзовий призер Кубків світу, чемпіон Середземноморських ігор.

## Життєпис
Боротьбою почав займатися з 1992 року. У 1994 році став чемпіоном світу серед кадетів. Наступного року став бронзовим призером чемпіонату Європи серед юніорів. Ще через рік показав такий же результат на світовій юніорській першості. У 1997 році став чемпіоном Європи серед юніорів і срібним призером чемпіонату світу серед юніорів. Наступного року здобув срібні нагороди і на чемпіонаті Європи, і на чемпіонаті світу серед юніорів. Дворазовий чемпіон світу з боротьби серед студентів. Чемпіон (1997) та бронзовий призер (2006) чемпіонатів світу серед військовослужбовців.
Виступав за борцівський клуб «Секер спор», Конья. Тренер — Ердоган Коцак.

## Спортивні результати на міжнародних змаганнях

### Виступи на Чемпіонатах світу
| Змагання                        | Збірна    | Вагова категорія                 | Місце  |
| ------------------------------- | --------- | -------------------------------- | ------ |
| Чемпіонат світу з боротьби 2003 | Туреччина | греко-римська боротьба, до 60 кг | 7      |
| Чемпіонат світу з боротьби 2005 | Туреччина | греко-римська боротьба, до 60 кг | 11     |
| Чемпіонат світу з боротьби 2006 | Туреччина | греко-римська боротьба, до 60 кг | Бронза |
| Чемпіонат світу з боротьби 2007 | Туреччина | греко-римська боротьба, до 60 кг | 32     |

### Виступи на Чемпіонатах Європи
| Змагання                         | Збірна    | Вагова категорія                 | Місце |
| -------------------------------- | --------- | -------------------------------- | ----- |
| Чемпіонат Європи з боротьби 2000 | Туреччина | греко-римська боротьба, до 63 кг | 5     |
| Чемпіонат Європи з боротьби 2003 | Туреччина | греко-римська боротьба, до 60 кг | 17    |
| Чемпіонат Європи з боротьби 2006 | Туреччина | греко-римська боротьба, до 60 кг | 12    |

### Виступи на Кубках світу
| Змагання                    | Збірна    | Вагова категорія                 | Місце  |
| --------------------------- | --------- | -------------------------------- | ------ |
| Кубок світу з боротьби 2002 | Туреччина | греко-римська боротьба, до 60 кг | Срібло |
| Кубок світу з боротьби 2003 | Туреччина | греко-римська боротьба, до 60 кг | Срібло |
| Кубок світу з боротьби 2006 | Туреччина | греко-римська боротьба, до 60 кг | Бронза |
| Кубок світу з боротьби 2007 | Туреччина | греко-римська боротьба, до 60 кг | 4      |

### Виступи на інших змаганнях
| Змагання                                                  | Збірна    | Вагова категорія                 | Місце  |
| --------------------------------------------------------- | --------- | -------------------------------- | ------ |
| Чемпіонат світу з боротьби серед військовослужбовців 1997 | Туреччина | греко-римська боротьба, до 63 кг | Золото |
| Чемпіонат світу з боротьби серед студентів 2000           | Туреччина | греко-римська боротьба, до 63 кг | Золото |
| Середземноморські ігри 2001                               | Туреччина | греко-римська боротьба, до 63 кг | Золото |
| Чемпіонат світу з боротьби серед студентів 2002           | Туреччина | греко-римська боротьба, до 66 кг | Золото |
| Чемпіонат світу з боротьби серед студентів 2005           | Туреччина | греко-римська боротьба, до 60 кг | 5      |
| Чемпіонат світу з боротьби серед військовослужбовців 2006 | Туреччина | греко-римська боротьба, до 60 кг | Бронза |
| Чемпіонат світу з боротьби серед військовослужбовців 2010 | Туреччина | греко-римська боротьба, до 66 кг | 12     |

### Виступи на змаганнях молодших вікових груп
| Змагання                                       | Збірна    | Вагова категорія                 | Місце  |
| ---------------------------------------------- | --------- | -------------------------------- | ------ |
| Чемпіонат світу з боротьби серед кадетів 1994  | Туреччина | греко-римська боротьба, до 51 кг | Золото |
| Чемпіонат Європи з боротьби серед юніорів 1995 | Туреччина | греко-римська боротьба, до 58 кг | Бронза |
| Чемпіонат Європи з боротьби серед юніорів 1996 | Туреччина | греко-римська боротьба, до 63 кг | 5      |
| Чемпіонат світу з боротьби серед юніорів 1996  | Туреччина | греко-римська боротьба, до 63 кг | Бронза |
| Чемпіонат Європи з боротьби серед юніорів 1997 | Туреччина | греко-римська боротьба, до 65 кг | Золото |
| Чемпіонат світу з боротьби серед юніорів 1997  | Туреччина | греко-римська боротьба, до 65 кг | Срібло |
| Чемпіонат Європи з боротьби серед юніорів 1998 | Туреччина | греко-римська боротьба, до 65 кг | Срібло |
| Чемпіонат світу з боротьби серед юніорів 1998  | Туреччина | греко-римська боротьба, до 65 кг | Срібло |